# Xã Licking, Quận Licking, Ohio
Xã Licking (tiếng Anh: Licking Township) là một xã thuộc quận Licking, tiểu bang Ohio, Hoa Kỳ. Năm 2010, dân số của xã này là 4.632 người.